# Sanglier

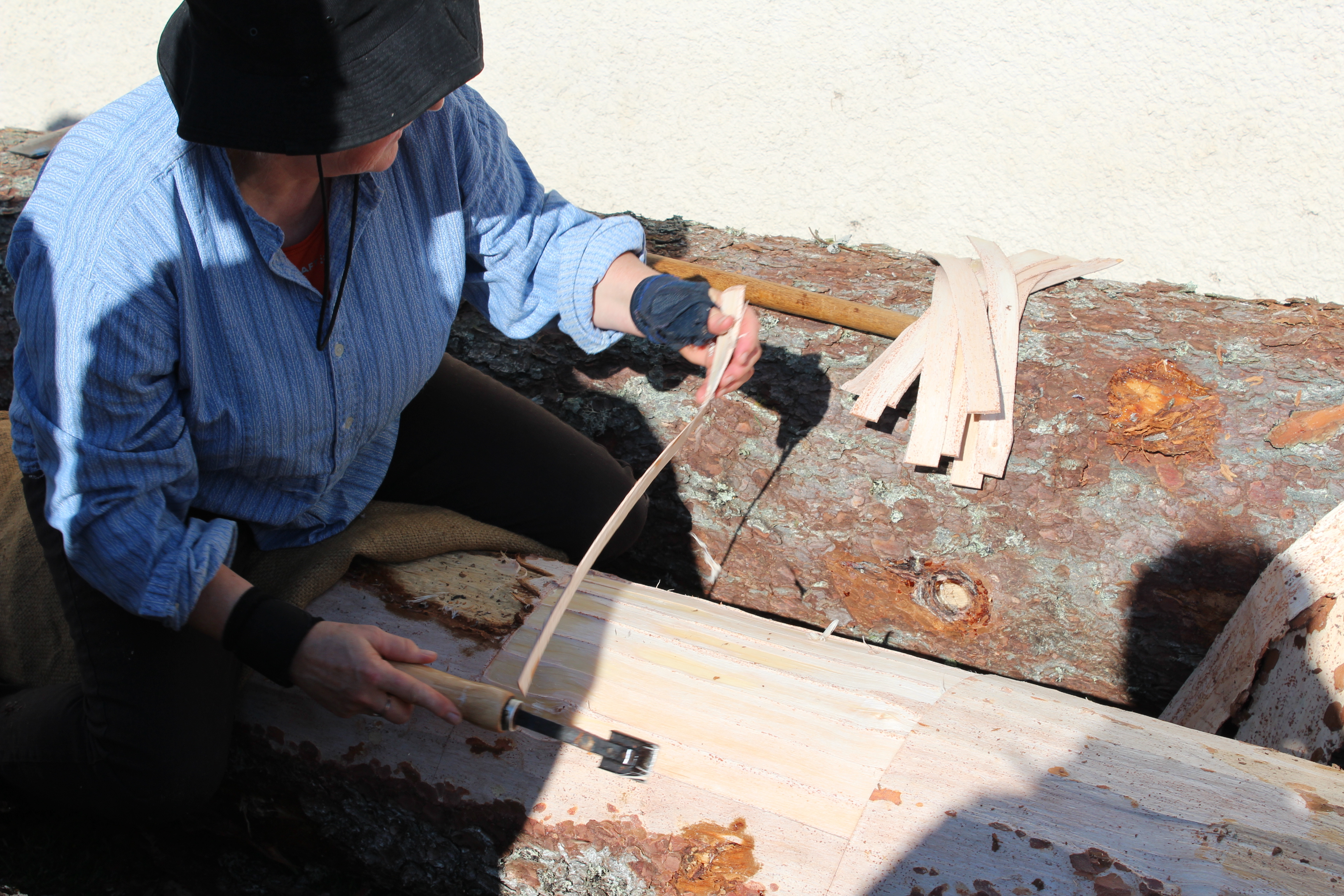
Sanglier beim Schälen eines Stammes (2016)

Sanglier ist ein aussterbender, eng mit der Käserei verbundener Beruf in Frankreich. 
Der Sanglier stellt aus Holz „Riemen“ (französisch „sangles“) her, mit denen bestimmte Käsesorten, insbesondere der Region Franche-Comté, z. B. der „Vacherin du Haut-Doubs“, der „Vacherin Mont-d’Or“ oder der „Edel von Cléron“, schon zur Ausreifung umgeben werden, damit der Käse einen gewissen Holzgeschmack annimmt.
Mit Hilfe eines besonders geformten Löffels, des Schälers, löst der Sanglier von frisch gefällten Fichten die dünnen Riemen ab. Dabei handelt es sich um den Bast, eine Art zweiter Haut zwischen der Rinde und dem Holz. Eine Fichte von ca. 40 Metern Höhe liefert etwa 500 Meter Riemen. Die Riemenbreite wird vom Sanglier bereits an Ort und Stelle bestimmt.
Die Riemen werden in Fässern transportiert, zunächst gerollt und 20 Tage im Sommer sowie drei Monate im Winter getrocknet. Dann werden sie auf die erforderliche Länge zugeschnitten und um die zumeist runde Unterseite der Käseschachteln gerollt und befestigt. Die kunstvollsten Exemplare dieser Schachteln sind im Musée de la Boissellerie von Bois d’Amont zu besichtigen. 
Der Beruf des Sangliers ist nahezu zum Aussterben verurteilt, weil die Riemen mehr und mehr aus anderen Ländern, z. B. Polen, bezogen werden.